# Milagros Leal
Milagros Leal Vázquez (* 2. Dezember 1902 in Madrid; † 2. März 1975 ebenda) war eine spanische Schauspielerin.
Leal debütierte bereits sechsjährig in der Theatertruppe von Loreto Prado und Enrique Chicote in dem Stück El Refajo Amarillo. Von 1924 bis 1930 arbeitete sie mit Gregorio Martínez Sierra und Catalina Bárcena zusammen. 1934 gründete sie mit ihrem Ehemann, dem Schauspieler Salvador Soler Marí eine eigene Schauspieltruppe. Erfolgreich war sie in Theaterstücken wie Mariquilla Terremoto, Los habitantes de la casa deshabitada, El pañuelo de la dama errante, La muralla, Los intereses creados, Un soñador para un pueblo und Divinas palabras.
Als Filmschauspielerin debütierte Leal 1928 in El secreto de la abuela. Es folgten u. a. El Clavo (1944), Don Quijote de La Mancha (1947), Ronda Española (1951), El Beso de Judas (1954), Un Día Perdido (1954), Los Ladrones Somos Gente Honrada (1956), La Casa de la Troya (1959), Vamos a Contar Mentiras (1962), El Mundo Sigue (1963), La Vil Seducción (1968), El Hombre que se Quiso Matar (1970) und Tormento (1974). Seit den 1960er Jahren wirkte sie auch in einigen Fernsehserien mit. Auch ihre Tochter Amparo Soler Leal schlug eine Laufbahn als Schauspielerin ein.